# Edna (keresztnév)
Az Edna női név a Bibliához kapcsolódó apokrif iratokban előforduló, ismeretlen eredetű név, Angliában vált népszerűvé.

## Képzett és rokon nevek
Edina

## Gyakorisága
Az 1990-es években szórványos név, a 2000-es években nem szerepel a 100 leggyakoribb női név között.

## Névnapok
- február 26.,[2] szökőévekben február 27.

## Híres Ednák
- Edna Kramer amerikai matematikus
- Edna Purviance, amerikai színésznő